# フランソワ・ジラルドン
フランソワ・ジラルドン（François Girardon、1628年3月10日 - 1715年9月1日）はフランスの彫刻家である。フランスのバロック期の美術様式「ルイ14世様式」の彫刻家である。ヴェルサイユ宮殿の庭園に置かれた彫像で知られている。

## 略歴
フランス北部のトロワの鋳物職人の息子に生まれた。木工職人として働き始めたが、その技術をブルボン朝の重臣で、アカデミー･フランセーズの保護者であるピエール・セギエ(Pierre Séguier)に見いだされ、彫刻家のフランソワ・アンギエ(François Anguier)の工房で働くことになった。1848年から1850年の間はローマで修行した。ローマではジャン・ロレンツォ・ベルニーニに出会い、ベルニーニが代表するバロック彫刻を知るが、むしろローマの古代彫刻や古典主義のスタイルに向かった。
1650年にフランスに戻り、王立絵画彫刻アカデミーを設立した宮廷画家のシャルル・ルブランを中心とする芸術家グループの一員となった。またヴェルサイユ宮殿の庭園のデザイナーに就任したアンドレ・ル・ノートルとも働いた。ヴェルサイユ宮殿の庭園には、他の彫刻家と共作の『ニンフにかしずかれるアポロン』を制作し、主要な4体の彫像を制作した。また『サトゥルヌスの泉水』なども制作した。
宮廷での芸術家としての地位を高め1657年に王立絵画彫刻アカデミーの会員になり、1674年に学長補佐になり、教授の称号を得た。1690年にルブランが亡くなった後、宮廷が注文する彫刻作品の監督を行う地位に就いた。
1715年に国王ルイ14世が亡くなったのと同じ日にパリで没した。

## 作品

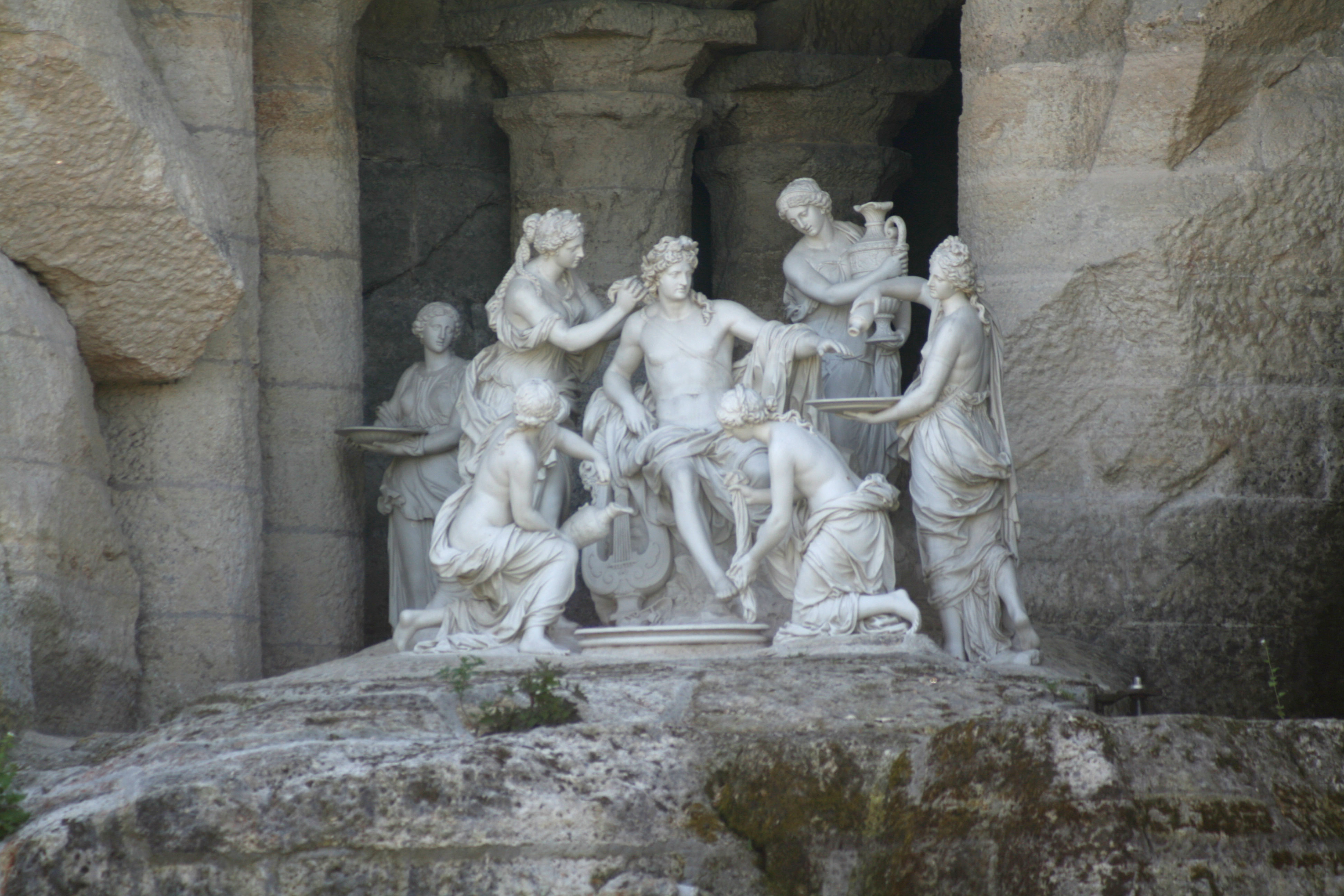
ニンフにかしずかれるアポロン ベルサイユ宮殿、ジラルドンは主な4体の像を制作
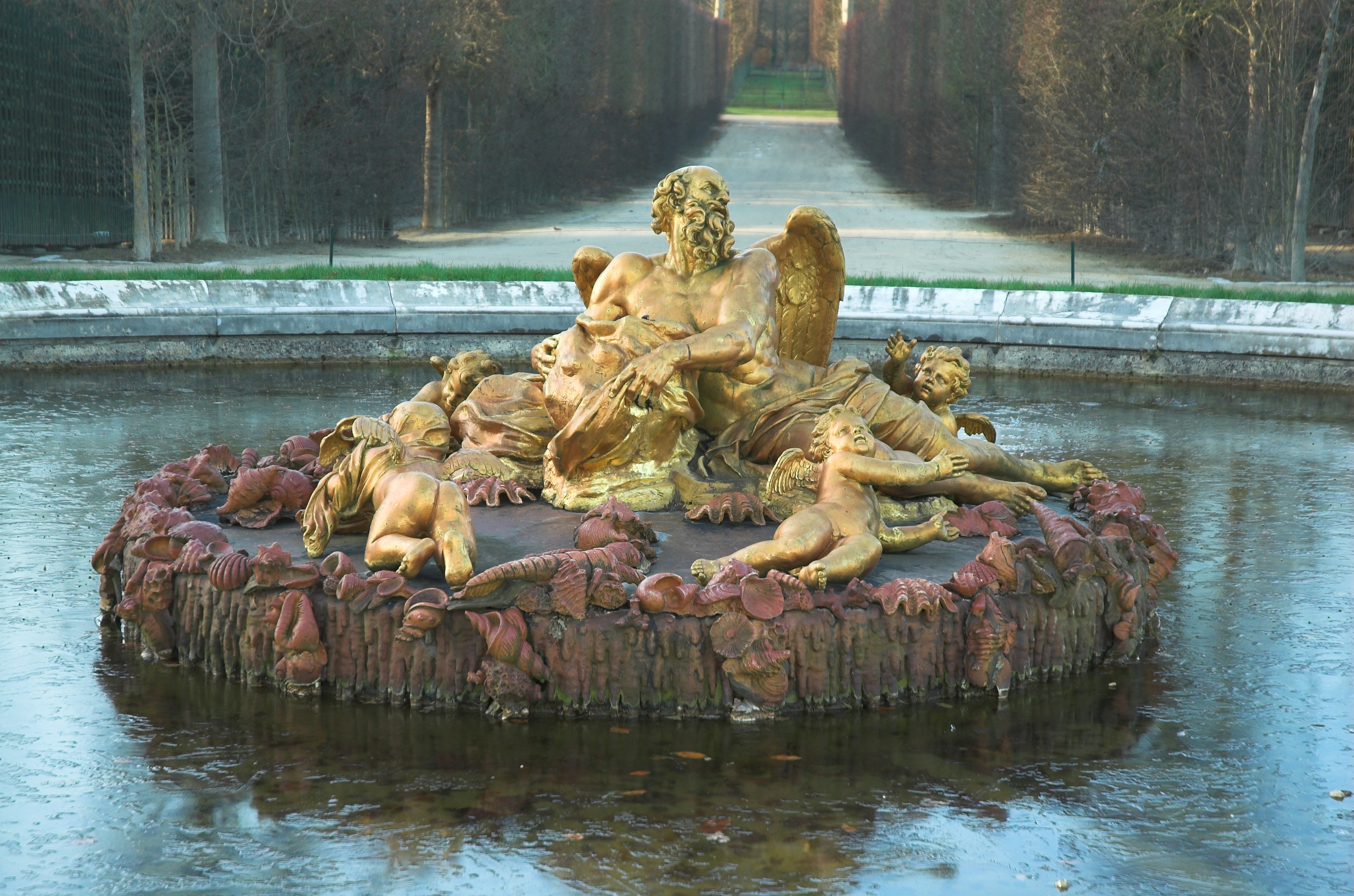
『サトゥルヌスの泉水』、 ベルサイユ宮殿
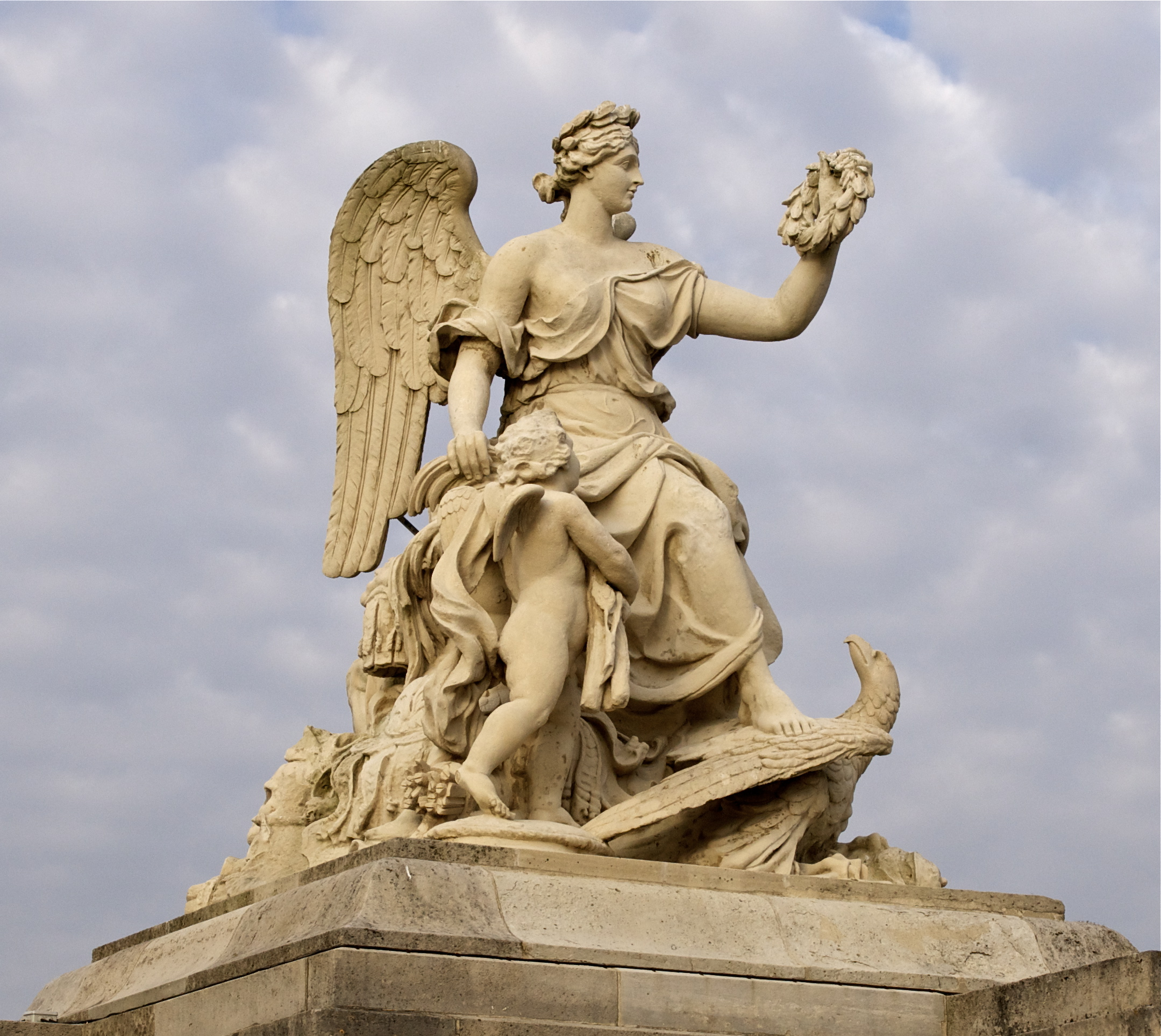
La Victoire sur l'Empire ベルサイユ宮殿、Gaspard Marsy と共作

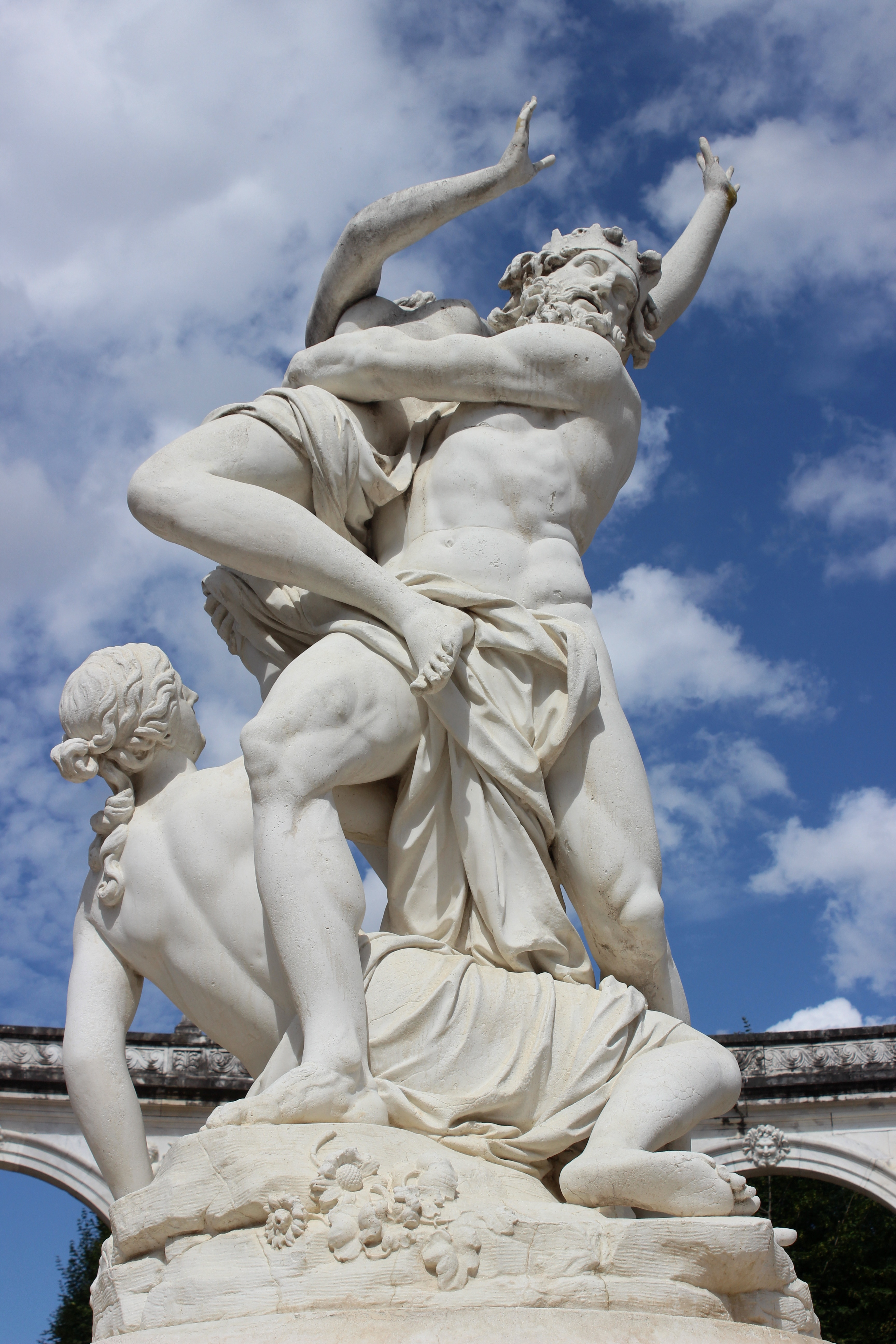
プロセルピナの略奪
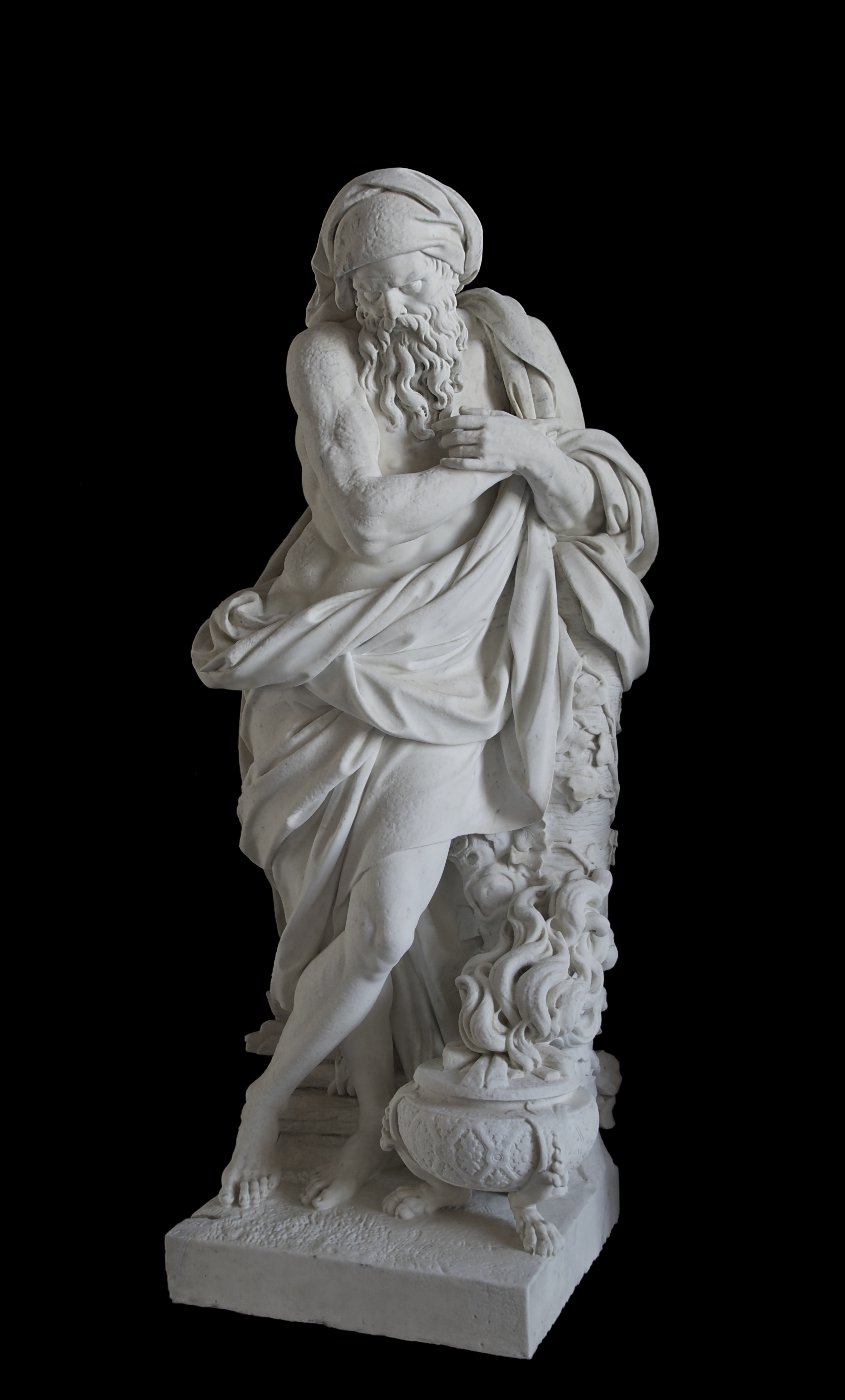
冬 ベルサイユ宮殿
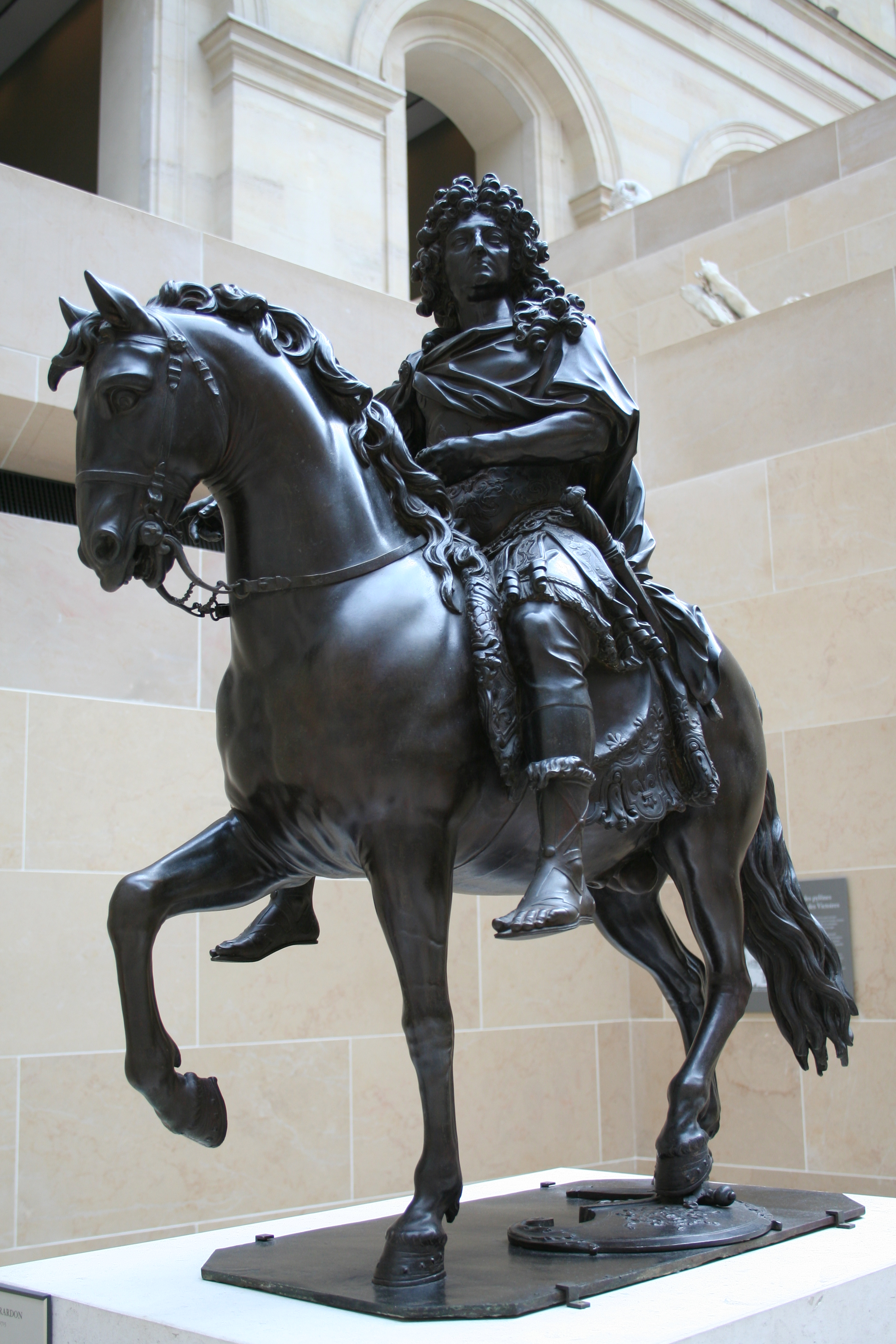
ルイ14世騎馬像 ルーブル美術館
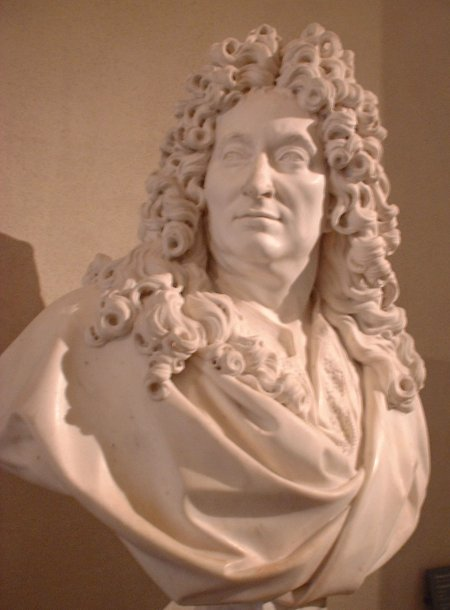
ニコラ・ボアロー＝デプレオー（詩人）の胸像